# Plug and play

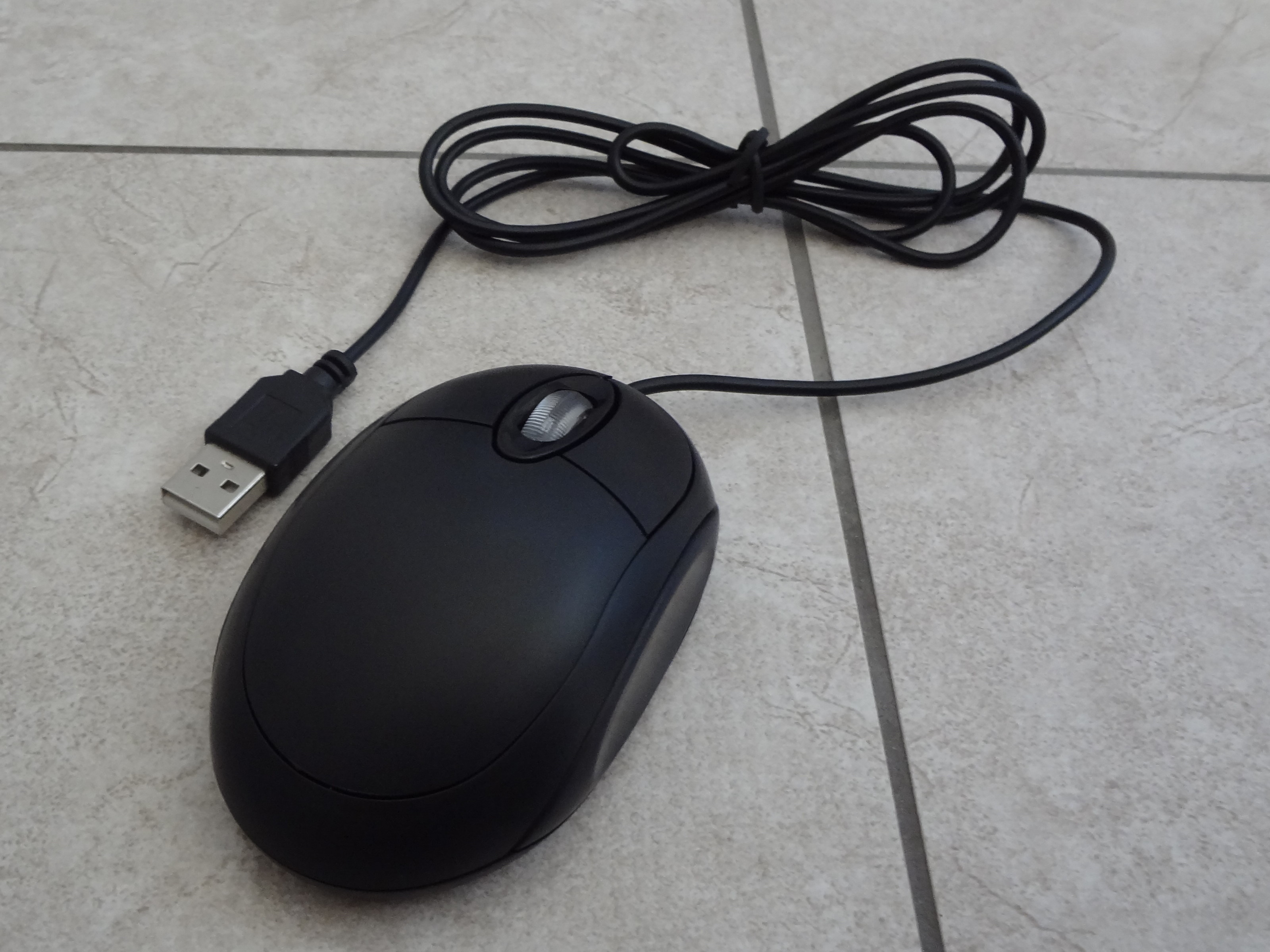
Mysz komputerowa - urządzenie plug and play

Plug and play, PnP (w tłumaczeniu z angielskiego: podłącz i używaj) – określenie zdolności komputera do pracy z urządzeniami peryferyjnymi zaraz po ich podłączeniu, bez konieczności ingerencji użytkownika w konfigurację sprzętową komputera. Nazwa Plug and Play jest kojarzona z firmą Microsoft, która użyła jej jako pierwsza (w odniesieniu do Windows 95) – jednak wcześniej kilka innych firm stosowało już tę technikę. W tej chwili jest to ogólnie przyjęta nazwa standardu.

## Zasada działania
Plug and play wymaga współpracy zarówno ze strony sprzętu komputerowego, jak i oprogramowania. Rozwiązane jest to w ten sposób, że każde urządzenie ma nadany określony kod identyfikacyjny, a oprogramowanie zainstalowane na komputerze rozpoznaje go i na jego podstawie rozpoczyna współpracę z tym urządzeniem. Inną funkcjonalnością wymaganą od sprzętu jest, aby potrafił on rozpoznać zmianę w konfiguracji polegającą na dodaniu lub odłączeniu konkretnego urządzenia. Przykładami na pełne wprowadzenie w życie tych założeń są współczesne gniazda USB oraz FireWire.
Po podłączeniu urządzenia do systemu komputerowego system operacyjny musi zinterpretować zmianę. Rozwiązaniem jest tu sprawdzanie, czy ze strony szyny danych nadeszło przerwanie informujące o zmianie konfiguracji i odczytanie informacji o tym, co faktycznie się zdarzyło. Gdy już zostanie wykryte miejsce, w którym nastąpiła zmiana, system sprawdza informacje o tym urządzeniu. Jeśli je rozpozna, załaduje odpowiedni sterownik urządzenia, co umożliwi jego prawidłową pracę.

## Kłopoty z wprowadzeniem
Szyna komunikacyjna ISA, na której wówczas były oparte komputery PC, początkowo nie wspierała nadawania urządzeniom identyfikatorów pozwalających na automatyczne ich rozpoznawanie. Jednak już 1 marca 1993 rozpoczęto prace na protokołem PnP dla ISA w efekcie czego już 28 maja 1993 opublikowano wersję 1.0, 24 marca 1994 wersję 1.0a i ostatecznie 5 maja 1994 wersję oznaczoną jako 1.0a Final. Efektem było wprowadzenie standardu PnP dla ISA. Zasada działania przedstawiona jest poniżej
- Izolacja karty ISA
- Odczytanie danych zasobów karty
- Identyfikacja karty i konfiguracja jej zasobów
- Znalezienie sterownik dla karty

Jednymi z pierwszych kart ISA z obsługą PnP były karty Creative Labs z serii Sound Blaster, a mianowicie Sound Blaster 16 PnP wydany w 1994. Problem z działaniem PnP w kartach ISA wynikał nie z problemów z magistralą ISA, a z lenistwa i chęci oszczędności producentów kart, którzy zamiast przypisania unikalnego numeru do każdej karty danego modelu dawali często ten sam numer karty, co rodziło konflikty, jeśli ten sam numer miała np. karta sieciowa i karta dźwiękowa czy karta SCSI i karta IDE.  Problemy rozwiązano dopiero, wprowadzając magistralę PCI, która natywnie od początku obsługiwała PnP, czego skutkiem było to, że unikalny numer karty był zakodowany w kontrolerze PCI na karcie. W efekcie producent karty otrzymywał chip z już nadanym numerem identyfikacyjnym i nie mieli możliwości kombinowania tak jak w przypadku PnP dla ISA.